# Menno (Dakota del Sur)
Menno es una ciudad ubicada en el condado de Hutchinson en el estado estadounidense de Dakota del Sur. En el Censo de 2010 tenía una población de 608 habitantes y una densidad poblacional de 450,58 personas por km².

## Geografía
Menno se encuentra ubicada en las coordenadas 43°14′19″N 97°34′41″O / 43.23861, -97.57806. Según la Oficina del Censo de los Estados Unidos, Menno tiene una superficie total de 1.35 km², de la cual 1.35 km² corresponden a tierra firme y (0%) 0 km² es agua.

## Demografía
Según el censo de 2010, había 608 personas residiendo en Menno. La densidad de población era de 450,58 hab./km². De los 608 habitantes, Menno estaba compuesto por el 98.68% blancos, el 0% eran afroamericanos, el 0.49% eran amerindios, el 0% eran asiáticos, el 0% eran isleños del Pacífico, el 0% eran de otras razas y el 0.82% pertenecían a dos o más razas. Del total de la población el 0.82% eran hispanos o latinos de cualquier raza.